# Związek Harcerstwa Rzeczypospolitej
Związek Harcerstwa Rzeczypospolitej (Republikens scoutförbund, ZHR) är en polsk scoutorganisation grundad 25 februari 1989. Den är inte erkänd av World Organization of the Scout Movement eller World Association of Girl Guides and Girl Scouts eftersom världsorganisationerna bara accepterar en medlemsorganisation från varje land. För närvarande är Związek Harcerstwa Rzeczypospolitej en associerad medlem av Confédération Européenne de Scoutisme, och har 15 000 medlemmar.